# Тюльковский сельсовет
Тюлько́вский сельсове́т — муниципальное образование (сельское поселение) в Балахтинском районе Красноярского края. Административный центр — село Тюльково.

## География
Тюльковский сельсовет находится на западе Балахтинского района. Удалённость административного центра сельсовета — села Тюльково от районного центра — посёлка Балахта составляет 25 км.

## История
Тюльковский сельсовет наделён статусом сельского поселения в 2005 году.

## Население
| 2010  | 2012  | 2013  | 2014  | 2015  | 2016  | 2017  |
| ----- | ----- | ----- | ----- | ----- | ----- | ----- |
| 1689  | ↘1639 | ↘1613 | ↘1611 | ↘1564 | ↘1515 | ↘1475 |
| 2018  | 2019  | 2020  | 2021  |       |       |       |
| ↘1471 | ↘1445 | ↘1428 | ↘1409 |       |       |       |

Гендерный состав
По данным Всероссийской переписи населения 2010 года 813 мужчин и 876 женщин из 1689 чел.

## Состав сельского поселения
В состав сельского поселения входят 4 населённых пункта:
| № | Населённый пункт | Тип населённого пункта       | Население |
| - | ---------------- | ---------------------------- | --------- |
| 1 | Ключи            | деревня                      | ↘252      |
| 2 | Крюково          | деревня                      | ↘187      |
| 3 | Тюльково         | село, административный центр | ↘990      |
| 4 | Угольный         | посёлок                      | ↘260      |